# Norma de un cuerpo
En matemáticas, la norma de un cuerpo es una aplicación particular definida en teoría de cuerpos, que hace corresponder elementos de un cuerpo más grande en un subcuerpo.

## Definición formal
Sea K un cuerpo y L una extensión finita (y por lo tanto, una extensión algebraica) de K.
El cuerpo L es entonces un espacio vectorial de dimensión finita sobre K.
La multiplicación por α, un elemento de L,
{\displaystyle m_{\alpha }\colon L\to L}
{\displaystyle m_{\alpha }(x)=\alpha x},
es una K-aplicación lineal de este espacio vectorial sobre sí mismo.
La norma, NL/K(α), se define como el determinante de esta aplicación lineal.
Si L/K es una extensión de Galois, se puede calcular la norma de α ∈ L como el producto de todos los elementos conjugados de α:
{\displaystyle \operatorname {N} _{L/K}(\alpha )=\prod _{\sigma \in \operatorname {Gal} (L/K)}\sigma (\alpha ),}
donde Gal(L/K) denota el grupo de Galois de L/K. (téngase en cuenta que puede haber una repetición en los términos del producto)

Para una extensión de cuerpos general L/K, y α distinto de cero en L,
sean σ1(α), ..., σn(α) las raíces del polinomio mínimo de α sobre K (las raíces enumeradas con multiplicidad se encuentran en algunos cuerpos de extensión de L); luego
{\displaystyle \operatorname {N} _{L/K}(\alpha )=\left(\prod _{j=1}^{n}\sigma _{j}(\alpha )\right)^{[L:K(\alpha )]}}.
Si L/K es separable, entonces cada raíz aparece solo una vez en el producto (aunque el exponente, el grado [L: K (α)], todavía puede ser mayor que 1).

## Ejemplos

### Extensiones de cuerpo cuadráticas
Uno de los ejemplos básicos de normas proviene de las extensiones de un cuerpo cuadrático {\displaystyle \mathbb {Q} ({\sqrt {a}})/\mathbb {Q} } donde {\displaystyle a} es un número entero libre de cuadrados.
Entonces, la aplicación de multiplicar por {\displaystyle {\sqrt {a}}} un elemento {\displaystyle x+y\cdot {\sqrt {a}}} es
{\displaystyle {\sqrt {a}}\cdot (x+y\cdot {\sqrt {a}})=y\cdot a+x\cdot {\sqrt {a}}.}
El elemento {\displaystyle x+y\cdot {\sqrt {a}}} se puede representar mediante el vector
{\displaystyle {\begin{bmatrix}x\\y\end{bmatrix}},}
ya que existe una descomposición de suma directa {\displaystyle \mathbb {Q} ({\sqrt {a}})=\mathbb {Q} \oplus \mathbb {Q} \cdot {\sqrt {a}}} como un espacio vectorial {\displaystyle \mathbb {Q} }.
La matriz de {\displaystyle m_{\sqrt {a}}} es entonces
{\displaystyle m_{\sqrt {a}}={\begin{bmatrix}0&a\\1&0\end{bmatrix}}}
y la norma es {\displaystyle N_{\mathbb {Q} ({\sqrt {a}})/\mathbb {Q} }=-a}, ya que es el determinante de esta matriz.

#### Norma de Q(√2)
En este ejemplo, la norma es el cuadrado de la norma habitual de distancia euclídea en {\displaystyle \mathbb {C} }.
En general, la norma de un cuerpo es muy diferente a la norma de distancia usual.
Este hecho se puede ilustrar con un ejemplo donde la norma del cuerpo puede ser negativa.
Considérese el cuerpo de números algebraicos {\displaystyle K=\mathbb {Q} ({\sqrt {2}})}.
El grupo de Galois de {\displaystyle K} sobre {\displaystyle \mathbb {Q} } tiene orden {\displaystyle d=2} y es generado por el elemento que aplica {\displaystyle {\sqrt {2}}} sobre {\displaystyle -{\sqrt {2}}}.
Entonces la norma de {\displaystyle 1+{\sqrt {2}}} es:
{\displaystyle (1+{\sqrt {2}})(1-{\sqrt {2}})=-1.}
La norma de un cuerpo también se puede obtener sin el grupo de Galois.
Dispóngase una base {\displaystyle \mathbb {Q} } de {\displaystyle \mathbb {Q} ({\sqrt {2}})}, tal que:
{\displaystyle \{1,{\sqrt {2}}\}}.
Entonces, se define la multiplicación por el número que aplica {\displaystyle 1+{\sqrt {2}}}
1 a {\displaystyle 1+{\sqrt {2}}} y
{\displaystyle {\sqrt {2}}} a {\displaystyle 2+{\sqrt {2}}}.
Entonces el determinante de multiplicar por {\displaystyle 1+{\sqrt {2}}} es el determinante de la matriz que envía el vector
{\displaystyle {\begin{bmatrix}1\\0\end{bmatrix}}} (correspondiente al primer elemento base, es decir, 1) a {\displaystyle {\begin{bmatrix}1\\1\end{bmatrix}}},
{\displaystyle {\begin{bmatrix}0\\1\end{bmatrix}}} (correspondiente al segundo elemento base, es decir, {\displaystyle {\sqrt {2}}}) a {\displaystyle {\begin{bmatrix}2\\1\end{bmatrix}}},
En consecuencia:
{\displaystyle {\begin{bmatrix}1&2\\1&1\end{bmatrix}}.}
El determinante de esta matriz es −1.

### K-ésima raíz de las extensiones de un cuerpo
Otra clase fácil de ejemplos proviene de la extensión de cuerposs de la forma {\displaystyle \mathbb {Q} ({\sqrt[{p}]{a}})/\mathbb {Q} } donde la factorización prima de {\displaystyle a\in \mathbb {Q} } no contiene potencias {\displaystyle p}-th.
La aplicación de la multiplicación por {\displaystyle {\sqrt[{p}]{a}}} de un elemento es
{\displaystyle {\begin{aligned}m_{\sqrt[{p}]{a}}(x)&={\sqrt[{p}]{a}}\cdot (a_{1}+a_{2}{\sqrt[{p}]{a}}+a_{3}{\sqrt[{p}]{a^{2}}}+\cdots +a_{p-1}{\sqrt[{p}]{a^{p-1}}})\\&=a_{1}{\sqrt[{p}]{a}}+a_{2}{\sqrt[{p}]{a^{2}}}+a_{3}{\sqrt[{p}]{a^{3}}}+\cdots +a_{p-1}a\end{aligned}}}
dando la matriz
{\displaystyle {\begin{bmatrix}0&0&\cdots &0&a\\1&0&\cdots &0&0\\0&1&\cdots &0&0\\\vdots &\vdots &\ddots &\vdots &\vdots \\0&0&\cdots &1&0\end{bmatrix}}}
El determinante proporciona la norma
{\displaystyle N_{\mathbb {Q} ({\sqrt[{p}]{a}})/\mathbb {Q} }({\sqrt[{p}]{a}})=(-1)^{p-1}a=a.}

### Números complejos sobre los reales
La norma de cuerpo de los números complejos sobre los números reales hace corresponder a
x + iy
el número real
x2 + y2,
porque el grupo de Galois de {\displaystyle \mathbb {C} } sobre {\displaystyle \mathbb {R} } tiene dos elementos,
- El elemento de identidad y
- La conjugación compleja

Tomando el producto se obtiene (x + iy)(x − iy) = x2 + y2.

### Cuerpos finitos
Sea L = GF(qn) una extensión finita de un cuerpo finito K = GF(q).
Dado que L/K es una extensión de Galois, si α está en L, entonces la norma de α es el producto de todos los elementos conjugados de α, es decir
{\displaystyle \operatorname {N} _{L/K}(\alpha )=\alpha \cdot \alpha ^{q}\cdot \alpha ^{q^{2}}\cdots \alpha ^{q^{n-1}}=\alpha ^{(q^{n}-1)/(q-1)}.}
En este entorno se dispone de las propiedades adicionales,
- {\displaystyle \forall \alpha \in L,\quad \operatorname {N} _{L/K}(\alpha ^{q})=\operatorname {N} _{L/K}(\alpha )}
- {\displaystyle \forall a\in K,\quad \operatorname {N} _{L/K}(a)=a^{n}.}

## Propiedades de la norma
Varias propiedades de la función norma son válidas para cualquier extensión finita.

### Homomorfismo de grupo
La norma NL/K: L*→K* es un homomorfismo de grupos del grupo multiplicativo de L sobre el grupo multiplicativo de K, es decir
{\displaystyle \operatorname {N} _{L/K}(\alpha \beta )=\operatorname {N} _{L/K}(\alpha )\operatorname {N} _{L/K}(\beta ){\text{ for all }}\alpha ,\beta \in L^{*}.}
Además, si a en K:
{\displaystyle \operatorname {N} _{L/K}(a\alpha )=a^{[L:K]}\operatorname {N} _{L/K}(\alpha ){\text{ for all }}\alpha \in L.}
Si a ∈ K entonces {\displaystyle \operatorname {N} _{L/K}(a)=a^{[L:K]}.}

### Composición con extensiones de cuerpo
Además, la norma se comporta bien en torres de cuerpos:
si M es una extensión finita de L, entonces la norma de M sobre K es solo la composición de la norma de M sobre L con la norma de L sobre K, es decir
{\displaystyle \operatorname {N} _{M/K}=\operatorname {N} _{L/K}\circ \operatorname {N} _{M/L}.}

### Reducción de la norma
La norma de un elemento en una extensión de cuerpos arbitraria se puede reducir a un cálculo más sencillo si ya se conoce el grado de la extensión de cuerpos. Esto es
{\displaystyle N_{L/K}(\alpha )=N_{K(\alpha )/K}(\alpha )^{[L:K(\alpha )]}}
Por ejemplo, para {\displaystyle \alpha ={\sqrt {2}}} en una extensión de cuerpos {\displaystyle L=\mathbb {Q} ({\sqrt {2}},\zeta _{3}),K=\mathbb {Q} }, la norma de {\displaystyle \alpha } es
{\displaystyle {\begin{aligned}N_{\mathbb {Q} ({\sqrt {2}},\zeta _{3})/\mathbb {Q} }({\sqrt {2}})&=N_{\mathbb {Q} ({\sqrt {2}})/\mathbb {Q} }({\sqrt {2}})^{[\mathbb {Q} ({\sqrt {2}},\zeta _{3}):\mathbb {Q} ({\sqrt {2}})]}\\&=(-2)^{2}\\&=4\end{aligned}}}
ya que el grado de la extensión de cuerpos {\displaystyle L/K(\alpha )} es {\displaystyle 2}.

### Detección de unidades
Un elemento {\displaystyle \alpha \in {\mathcal {O}}_{K}} es una unidad si y solo si {\displaystyle N_{K/\mathbb {Q} }(\alpha )=\pm 1}.
Por ejemplo
{\displaystyle N_{\mathbb {Q} (\zeta _{3})/\mathbb {Q} }(\zeta _{3})=1}
donde
{\displaystyle \zeta _{3}^{3}=1}.
Entonces, cualquier cuerpo numérico {\displaystyle {\mathcal {O}}_{K}} que contenga {\displaystyle \zeta _{3}} lo tiene como una unidad.

## Otras propiedades
La norma de un número entero algebraico es nuevamente un número entero, porque es igual (salvo el signo) al término constante del polinomio característico.
En teoría de números algebraicos se definen también normas para los ideales.
Esto se hace de tal manera que si I es un ideal distinto de cero de OK, el anillo de los números enteros del cuerpo de números algebraicos K, N(I) es el número de clases de residuos en {\displaystyle O_{K}/I} es decir, la cardinalidad de este anillo finito.
Por lo tanto, esta norma de un ideal es siempre un número entero positivo.
Cuando I es un ideal principal αOK, entonces N(I) es igual al valor absoluto de la norma sobre Q de α, siendo α un número entero algebraico.